# Automolis major
Automolis major är en fjärilsart som beskrevs av Le Cerf 1922. Automolis major ingår i släktet Automolis och familjen björnspinnare. Inga underarter finns listade i Catalogue of Life.